# Alimpije Stolpnik
Alimpije Stolpnik (Drinopolje, 522. – Drinopolje, 640.), je kršćanski asket iz 7. stoljeća i svetac.

## Životopis
Rođen je oko 522. godine u Drinopolju u maloazijskoj oblasti Paflagoniji. Kao đakon služio je u crkvi u Drinopolju kod biskupa Teodora, koji ga je prihvatio nakon očeve smrti. Iako je bio voljen od svih, uvijek je težio usamljeničkom načinu života. Prvo je pobjegao na istok u grad Evhait, ali su ga odatle vratili Teodor i ljudi iz njegovog kraja. Pošto je želja živjeti usamljenički prevladala, povukao se na jedno grčko groblje od kojeg su ljudi bježali zbog vjerovanja u demonska priviđenja. Tu se nastanio na jednom stupu, prethodno uklonivši poganske simbole i postavivši križ. 
Na stupu je na hladnoći i vrućini, u postu i molitvi, proveo veći dio života (prema kršćanskom predanju oko 53 godine). Zbog toga je nazvan Stolpnik i ostao je dosljedan unatoč iskušenjima i podsmjehu ljudi. Najzad, nakon nekog vremena, ljudi su ga počeli štovati dolaziti mu radi utjehe, pouke i iscjeliteljskih moći u koje se vjerovalo. Pored njegovog stupa najprije je podignuta crkva posvećena velikomučenici Eufemiji, koja mu se navodno javila u snu, a potom su podignuta i dva samostana, jedan muški i jedan ženski. U ženskom samostanu živjele su Alimpijeva majka i sestra Marija, a on je sa svog stupa, primjerom i riječima, ukazivao ljudima put ka spasenju. Ustanovio je Tipik, odnosno samostanske propise prema kojima su vladali redovnicima u oba samostana. Primjerice, redovnicama je bilo zabranjeno pojavljivanje pred muškarcima.
Četrnaest godina pred smrt, Alimpiju su oboljele noge, tako da više nije mogao stajati. Po predanju, Alimpije je živio 118 godina i preminuo je 640. godine u vrijeme bizantskog cara Heraklija (610. – 641.). Blagdan Crkva slavi ovog sveca 26. studenog po julijanskom kalendaru, ili 9. prosinca po gregorijanskom kalendaru, a njegova lubanja se nalazi u riznici svetogorskog samostana Kutlumuš. Štuje ga se i u katoličkoj i u pravoslavnoj Crkvi. 